# Michael Saporito

Bischofswappen von Michael A. Saporito.

Michael A. Saporito (* 3. Mai 1962 in Newark, New Jersey) ist ein US-amerikanischer römisch-katholischer Geistlicher und Weihbischof in Newark.

## Leben
Michael Saporito erwarb 1984 einen Abschluss in Rechnungswesen an der Rutgers University in New Brunswick und arbeitete als Revisor in einer Wirtschaftsprüfungsgesellschaft. Er studierte anschließend am Priesterseminar in South Orange und empfing am 30. Mai 1992 das Sakrament der Priesterweihe für das Erzbistum Newark.
Neben Aufgaben in der Pfarrseelsorge war er von 1999 bis 2002 in der Berufungspastoral tätig. Seit 2015 lehrte er Homiletik am Priesterseminar in South Orange und gehörte dem Konsultorenkollegium des Erzbistums Newark an.
Papst Franziskus ernannte ihn am 27. Februar 2020 zum Weihbischof in Newark und zum Titularbischof von Luperciana. Der Erzbischof von Newark, Joseph William Kardinal Tobin CSsR, spendete ihm und den mit ihm ernannten Weihbischöfen Elias Lorenzo OSB und Gregory Studerus am 30. Juni desselben Jahres die Bischofsweihe. Mitkonsekratoren waren Weihbischof Manuel A. Cruz und der emeritierte Weihbischof John Walter Flesey aus Newark.